# Мішкино (Балтачевський район)
Мі́шкино (рос. Мишкино, башк. Мишкә) — присілок у складі Балтачевського району Башкортостану, Росія. Входить до складу Ялангачевської сільської ради.
Населення — 326 осіб (2010; 385 у 2002).
Національний склад:
- марійці — 53 %
- башкири — 43 %